# Kommagene

Kommagene och omkringliggande riken ca 50 e.Kr.

Kungariket Kommagene var ett historiskt rike i nuvarande sydöstra Turkiet som existerade mellan 163 f.kr. - 72 e.kr. Kungariket har ofta beskrivits som en buffertstat mellan Armenien, Partien och romarriket.
Kommagene som namn på själva regionen omnämns första gången i medelassyriska texter från 1200-talet f.Kr. och därefter som en nyassyrisk provins under 600-talet.
Kungariket Kommagene hade sitt ursprung i ett litet hettitiskt kungadöme under järnålder vid namn Kummuh.  Först erövrades Kommagene av Assyrien, och blev sedan i tur och ordning erövrat av Persiska riket och Alexander den store innan det blev en del av seleukidernas rike.[källa behövs] Området behärskades från 200-talet f.Kr. av orontiderna, en lokal dynasti som hävdade släktskap med akemeniderna, och under 100-talet gjorde sig Kommagene självständigt från seleukiderriket. Det blev ett romerskt lydrike år 64 f.Kr. och växlade därefter mellan att vara romerskt och självständigt innan det år 72 e.Kr. blev en del av provinsen Syria.
Riket beskrivs som en blandning av iransk, armenisk och grekisk kultur. [källa behövs] De viktigaste städerna var Samosata, huvudstaden, och Arsameia vid Nymfaios, där kung Antiochos I anlade flera monument.